# جامعة هلمشتيت

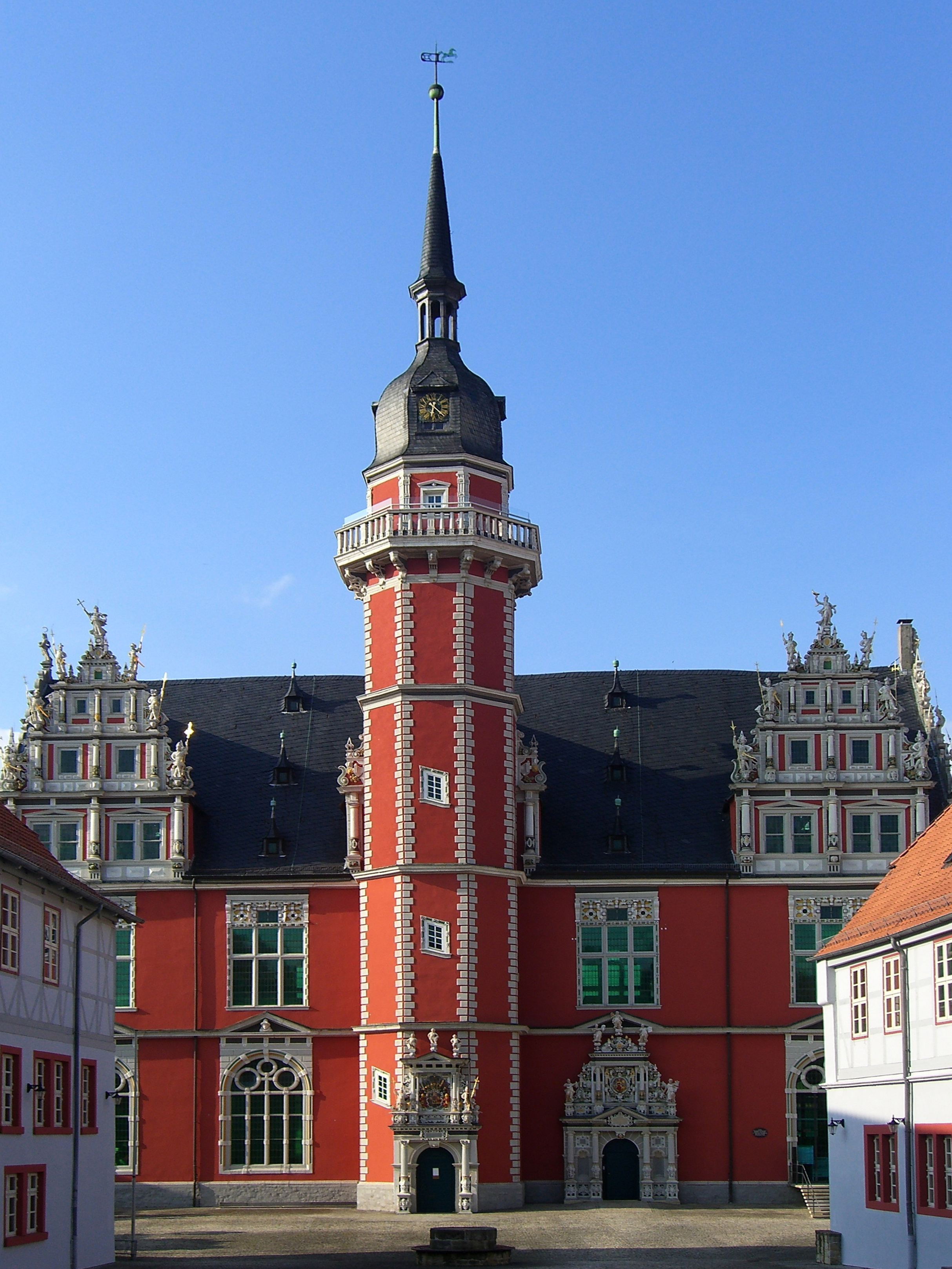
(Juleum Novum) هي قاعة تاريخية كبيرة بالجامعة، تم بناؤها في عام 1592

جامعة هلمشتيت (بالألمانية: Universität Helmstedt) (الاسم اللاتيني الرسمي: Academia Julia) هي جامعة كانت تقع في هلمشتيت في دوقية براونشفايغ التي كانت موجودة من 1576 حتى 1810.

## تاريخ
تأسست الجامعة من قبل الدوق يوليوس من برونزويك-لونبورغ ‏ وسميت باسمه في 15 أكتوبر 1576، وتعتبر أول جامعة للدوقية وأول جامعة بروتستانتية في شمال الإمبراطورية الرومانية المقدسة، وسرعان ما أصبحت من أكبر الجامعات الألمانية.من أجل تدريب الرعاة والإداريين على العمل في الكنائس اللوثرية، احتاجت الدوقية إلى جامعة خاصة بها. في عام 1575، حصل يوليوس على إذن الإمبراطور لفتح جامعة في هلمشتيت. بعد عام واحد بدأت المحاضرات الأولى. شغل أمراء ولفنبوتل منصب رئيس الجامعة، بدءًا من ابن يوليوس البالغ من العمر 12 عامًا جون هنري.
كان تيلمان هيشوسيوس ‏ عالم لاهوت لوثري مبكر مهم في هلمشتيت. قام بتطوير شبكة من رجال الدين في المنطقة التي دعمت أساتذة آخرين من هلمشتيت بما في ذلك دانيال هوفمان، وجوتفريد شولتر، وباسيليوس ساتلر، ونجل تيلمان، هاينريش هيشوسيوس.
طوّرت الجامعة أربع كليات للإلهيات والقانون والطب والفلسفة، بما في ذلك الفنون الحرة السبعة. أقيمت القاعة الكبرى (Juleum Novum) في عام 1592.
في أواخر القرن الثامن عشر، فقد هلمشتيت شعبيته في الجامعات الأحدث، مثل جامعة غوتينغن. تم إغلاق جامعة هلمشتيت في عام 1810 بمبادرة من يوهانس مولر، مدير التعليم العام في مملكة فستفالن.

## مشاهير الأساتذة والطلاب في هلمشتيت
من بين الأساتذة المشهورين:
- جوردانو برونو، تخصص الفلسفة
- جورج كاليكستوس [الإنجليزية]‏، تخصص علم اللاهوت
- هيرمان كونرينج [الإنجليزية]‏، الفلسفة الطبيعية والبلاغة والطب والسياسة
- هيرمان فون دير هارت،تخصص اللغات الشرقية
- لورينز هيستر [الإنجليزية]‏، تخصص الطب
- تيلمان هيشوسيوس [الإنجليزية]‏، تخصص علم اللاهوت
- دنكان ليدل [الإنجليزية]‏، تخصص لرياضيات (عمل في الجامعة بين سنتي 1591 و 1607)[4]
- هاينريش ميبوم [الإنجليزية]‏، تخصص التاريخ والشعر
- يوهان فريدريش بفاف، تخصص الرياضيات
- ويلهلم ابراهام تيلر [الإنجليزية]‏، تخصص علم اللاهوت

من بين الطلاب المشهورين:
- كاسبار هابيل، عالم لاهوت
- أنطون ويلهلم أمو، أول طالب أسود في أوروبا
- يوهان أرندت، عالم لاهوت
- يواكيم هاينريش كامب [الإنجليزية]‏، كاتب
- كارل فريدريش غاوس، رياضياتي
- كارل بيندكت هيس، كلاسيكي
- يوهان جيورج ياكوبي، كاتب
- أوغسطس كيرينوس ريفينوس [الإنجليزية]‏، طبيب وعالم نبات